# Welcome to the Show
Welcome to the Show è il quindicesimo album della band rock britannica Barclay James Harvest, pubblicato nel 1990.

## Formazione
- John Lees - voce, chitarra, tastiera
- Les Holroyd - voce, basso, chitarra, tastiera
- Mel Pritchard - batteria
- Ritchie Close - piano
- Steve Pigott - tastiera
- Ian Wilson - voce
- Steve Butler - voce
- Andy Hamilton - sassofono
- Darrin Tidsey - programming
- Mike Byron-Hehir - chitarra

## Tracce
1. The Life You Lead (3:49)
2. Lady MacBeth (4:34)
3. Cheap The Bullet (4:30)
4. Welcome To The Show (4:15)
5. John Lennon's Guitar (5:41)
6. Halfway To Freedom (4:37)
7. African Nights (5:26)
8. Psychedelic Child (3:41)
9. Where Do We Go (5:09)
10. Origin Earth (4:57)
11. If Love Is King (6:02)
12. Shadows On The Sky (5:26)

## Tracce edizione 2006
1. The Life You Lead (3:49)
2. Lady MacBeth (4:34)
3. Cheap The Bullet (4:30)
4. Welcome To The Show (4:15)
5. John Lennon's Guitar (5:41)
6. Halfway To Freedom (4:37)
7. African Nights (5:26)
8. Psychedelic Child (3:41)
9. Where Do We Go (5:09)
10. Origin Earth (4:57)
11. If Love Is King (6:02)
12. Shadows On The Sky (5:26)
13. John Lennon's Guitar (live) (bonus track)
14. Alone In The Night (live) (bonus track)
15. Poor Man's Moody Blues (live) (bonus track)